# Ендоцитоз

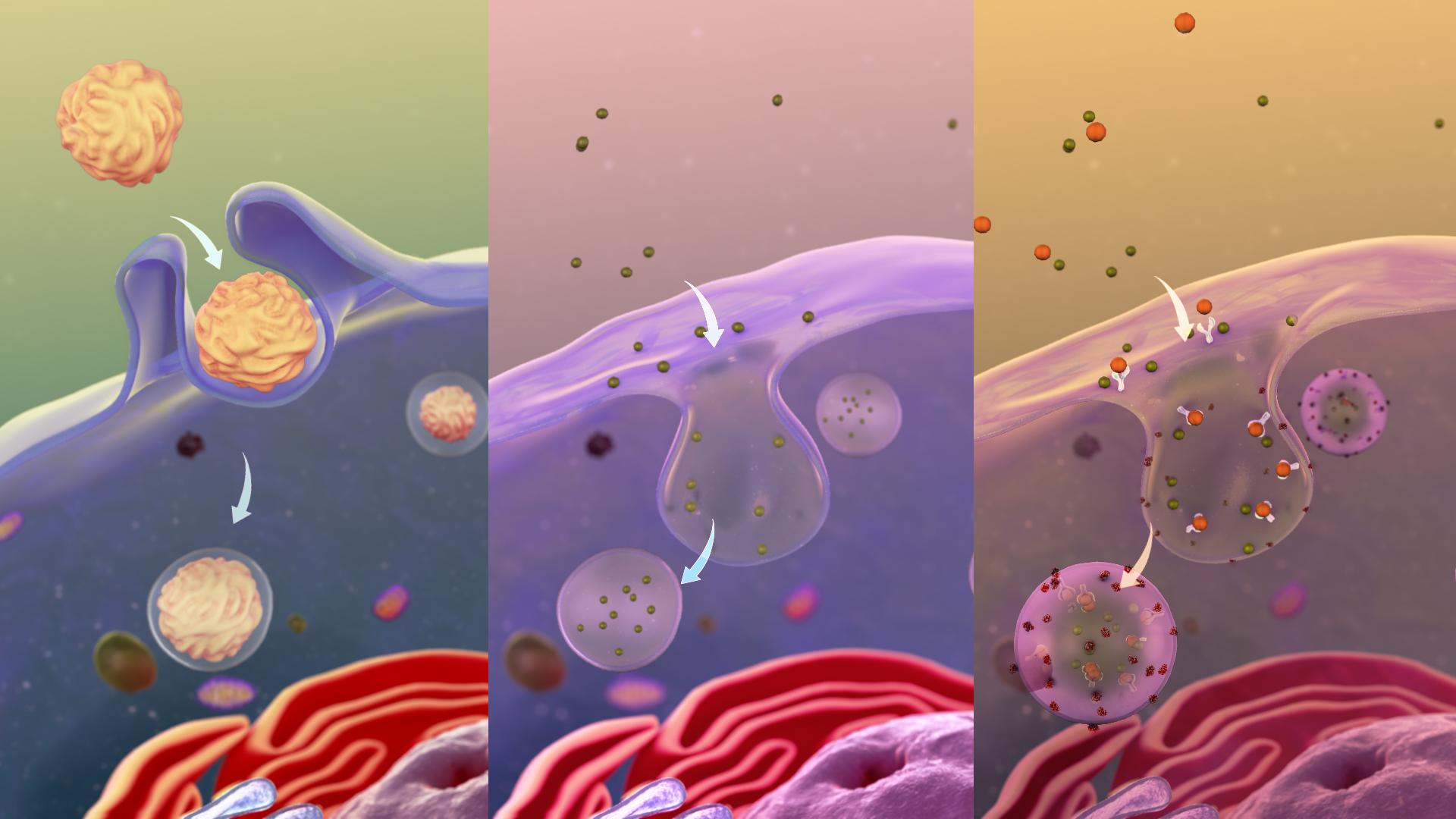
Зліва направо: фагоцитоз, піноцитоз, рецептор-опосередкований ендоцитоз

Ендоцитоз (лат. endocytosis, грец. endon — «усередині» + грец. kytos — «посудина, ємність, клітина») — процес активного надходження твердих і рідких речовин із зовнішнього середовища у середину клітини, поширений у всіх типах клітин. Включає фагоцитоз — поглинання твердих частинок, піноцитоз — поглинання рідини та рофеоцитоз — поглинання окремих макромолекул. Термін запропонований у 1963 році бельгійським цитологом Крістіаном де Дюв для опису безлічі процесів інтерналізації, які розвинулися в клітині ссавців.

## Типи
- Фагоцитоз — процес поглинання клітиною твердих об'єктів, таких як бактерії, віруси, залишки мертвих клітин тощо. Навколо поглинутого об'єкта утворюється велика внутрішньоклітинна вакуоль — фагосома. Розмір фагосом — від 250 нм і більше[джерело?]. Фагоцитоз дуже широко розповсюджений, а у людей та високоорганізованих тварин виконує захисну функцію. Сам процес вперше описав український вчений І. І. Мечніков (1883).
- Піноцитоз — процес поглинання клітиною рідких субстратів і дрібних часток із навколишнього середовища. При піноцитозі від мембрани відходять всередину клітини невеликі бульбашки — ендосоми. Вони менші від фагосом (їхній розмір до 150 нм)[джерело?] і зазвичай не містять великих частинок. Після утворення ендосоми до неї підходить первинна лізосома, і ці два мембранні бульбашки зливаються, утворюючи вторинну лізосому. Процес піноцитозу постійно здійснюють всі еукаріотичні клітини.
- Вибірковий піноцитоз — це особливий різновид цитозу, пов'язаний з тим, що деякі розчинні молекули можуть попередньо зв'язатись їхніми рецепторними білками в складі мембрани й лише після цього формується оточений білками піноцитозний міхурець, що надходить у цитоплазму.
- Мікропіноцитоз (рофеоцитоз) — відрізняється від фаго- і піноцитозу величиною утворених везикул, які можна спостерігати виключно за допомогою електронного мікроскопа[2].
- Опосередкований рецепторами ендоцитоз характеризується поглинанням із позаклітинної рідини певних макромолекул[3].